# Gabriel Garko
Dario Gabriel Oliviero, bardziej znany jako Gabriel Garko (ur. 12 lipca 1972 w Turynie) – włoski aktor filmowy i telewizyjny, model. Pseudonim Garko wybrał na cześć swojej matki, której nazwisko brzmi Garchio.

## Życiorys

### Wczesne lata
Urodził się w Turynie w prowincji Piemont. Jego ojciec pochodzi z Wenecji Euganejskiej, a matka z Katanii. Dorastał wraz z trzema siostrami: Nadią, Sonią i Laurą w Settimo Torinese. Jego matka chciała, by został lekarzem lub prawnikiem. Zamiłowanie do kina u Garko rozniecił ojciec, który zabrał go na film King Kong, który go przeraził. Od tego dnia marzył o występach w filmach. Na łamach magazynu „Oggi” wyjawił, że gdy miał 16 lat był molestowany przez żonatego mężczyznę.

### Kariera
W 1990 otrzymał tytuł Mr. Settimo Torinese, a rok później został Misterem Włoch. Odbył służbę wojskową w Korpusie Karabinierów.
Dorabiał jako model, pojawiał się w fotonowelach, zanim zadebiutował w filmie Zbyt gorąco (Troppo caldo, 1995) z Francescą Dellerą. Następnie wystąpił w dwóch telefilmach: Pani z miasta (La signora della città, 1996) z udziałem Ethana Wayne'a, Tomasa Arany, Carroll Baker i Marii Grazii Cucinotty oraz Kobieta na wyścigu (Una donna in fuga, 1996) z Danielem McVicarem, Giną Lollobrigidą i Benem Gazzarą.
W dramacie Ferzana Özpeteka On, ona i on (Le fate ignoranti, 2001) zagrał homoseksualistę z AIDS. W melodramacie Tinta Brassa Czarny anioł (Senso '45, 2002) na podstawie powieści Camilla Boita został obsadzony w roli niemieckiego oficera SS, Helmuta Schultza, który wplątał się w namiętny romans z żoną wysokiej rangi włoskiego urzędnika. Pozował w nagiej sesji do charytatywnego kalendarza na rok 2002 włoskiego magazynu „Max”. W 2006 przyjął rolę Antonio „Tonio” Fortebracci w telenoweli Canale 5 Honor i szacunek (L'onore e il rispetto), a potem wystąpił jako Nito Valdi w miniserialu Canale 5 Grzech i wstyd (Il peccato e la vergogna, 2010-2014) z udziałem Francesco Testi. Wcielił się w postać Rudolpha Valentino w miniserialu Canale 5 Boski Valentino (Rodolfo Valentino - La leggenda, 2013) z Asią Argento w roli Natachy Rambovej.
19 grudnia 2005 został wybrany, by podczas igrzysk zapalać znicz olimpijski, reklamując włoski film telewizyjny podczas Zimowych Igrzysk Olimpijskich 2006 w Turynie. Zdjęcia kręcono ok. km wewnątrz pracowni Cinecittà. W styczniu 2010 trafił na okładkę „Vanity Fair”.
W 2016 wystąpił na scenie Teatro Politeama Greco w Lecce jako Andrew Rally w komedii Nienawiść Hamleta (Odio Amleto) według Paula Rudnicka. Był prezenterem Festiwalu Piosenki Włoskiej w San Remo.

## Życie prywatne
Spotykał się z włoską aktorką i modelką Evą Grimaldi (1997-2001), włoską aktorką Manuelą Arcuri (2004) i włoską piosenkarką Sereną Autieri (2006).
25 września 2020 w programie Grande Fratello VIP w wieku 47 lat ujawnił swój homoseksualizm i wyznał, że miał związek, który trwał 11 lat z Riccardo i że był związany z Gabriele Rossim.

## Wybrana filmografia

### Filmy fabularne
- 1996: Kobieta na wyścigu (Una donna in fuga)
- 1998: Mashamal - Powrót na pustynię (Mashamal - Ritorno al deserto)
- 1998: Paparazzi jako Gabriel
- 2001: On, ona i on (Le fate ignoranti) jako Ernesto
- 2002: Wieczna Callas (Callas Forever) jako Marco / Don Jose
- 2002: Zmysły 1945 (Senso '45) jako Helmut Schultz
- 2007: Piękna żona (Una moglie bellissima) jako Andrea
- 2008: Czekam na słońce (Aspettando il sole) jako Samuel
- 2014: Dziewczynka z kotem (Incompresa) jako Padre

### Produkcje TV
- 1994: Poważnie (Scherzi a parte)
- 1995: Zbyt gorąco (Troppo caldo)
- 1996: Pani z miasta (La signora della città)
- 1998: Czarny anioł (Angelo nero) jako Jack Altieri
- 1999: Villa Ada
- 1999: Trzy gwiazdy (Tre stelle) jako Massimo Del Monte
- 1999: Ukąszenie węża (Il morso del serpente) jako Angelo Berti
- 2001–2003-2015: Sekrety kobiet (Il bello delle donne) jako Roberto Bobo De Contris
- 2001: Oczy zielonej trucizny (Occhi verde veleno) jako Carlo Roversi
- 2005: Adua i Giulia - Historia pewnej przyjaźni (I colori della vita) jako Luca
- 2006: Saga sycylijska (L'onore e il rispetto) jako Tonio Fortebracci
- 2008: Rozgrzeszenie (Io ti assolvo) jako Francesco
- 2008: Róża i krew (Il sangue e la rosa) jako Rocco Riboni
- 2009: Saga sycylijska 2 (L'onore e il rispetto – Parte seconda) jako Tonio Fortebracci
- 2010: Gorący kryminał (Caldo criminale) jako Valerio
- 2010: Grzech i wstyd (Il peccato e la vergogna) jako Nito Valdi
- 2011: Ciepła krew (Sangue caldo) jako Mister / Arturo 'Mister' La Paglia
- 2011: Twarz anioła (Viso d'angelo) jako Roberto Parise
- 2012: Saga sycylijska 3 (L'onore e il rispetto – Parte terza) jako Tonio Fortebracci
- 2014: Grzech i wstyd 2 (Il peccato e la vergogna 2) jako Nito Valdi
- 2014: Rudolf Valentino – legenda (Rodolfo Valentino - La leggenda) jako Valentino
- 2015: Saga sycylijska 4 (L'onore e il rispetto – Parte quarta) jako Tonio Fortebracci